# Święci i błogosławieni rodziny karmelitańskiej
Święci i błogosławieni rodziny karmelitańskiej − ogłoszeni przez papieży świętymi i błogosławionymi członkowie zakonów należących do Rodziny Karmelitańskiej tzn. Karmelitów i karmelitanek, zgromadzeń powstałych później w oparciu o duchowość karmelitańską oraz tercjarzy karmelitańskich.

## Karmelici

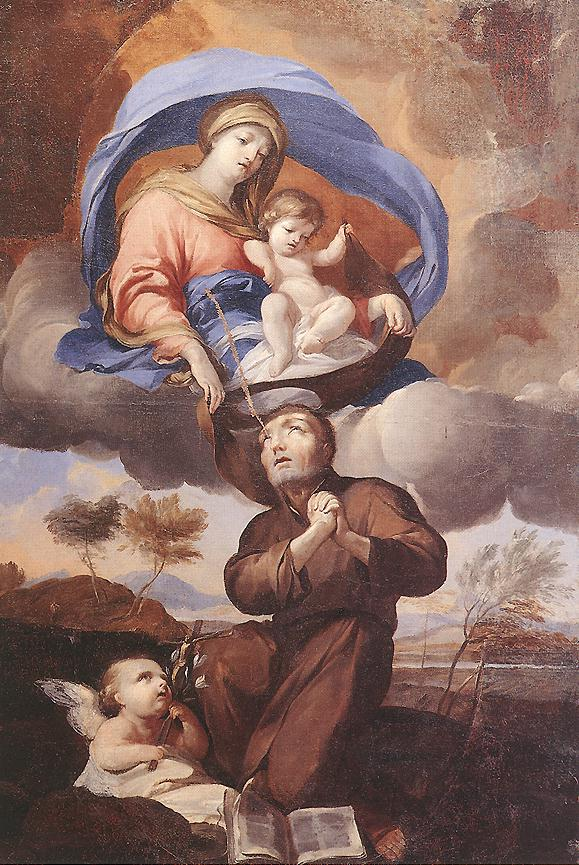
św. Szymon Stock

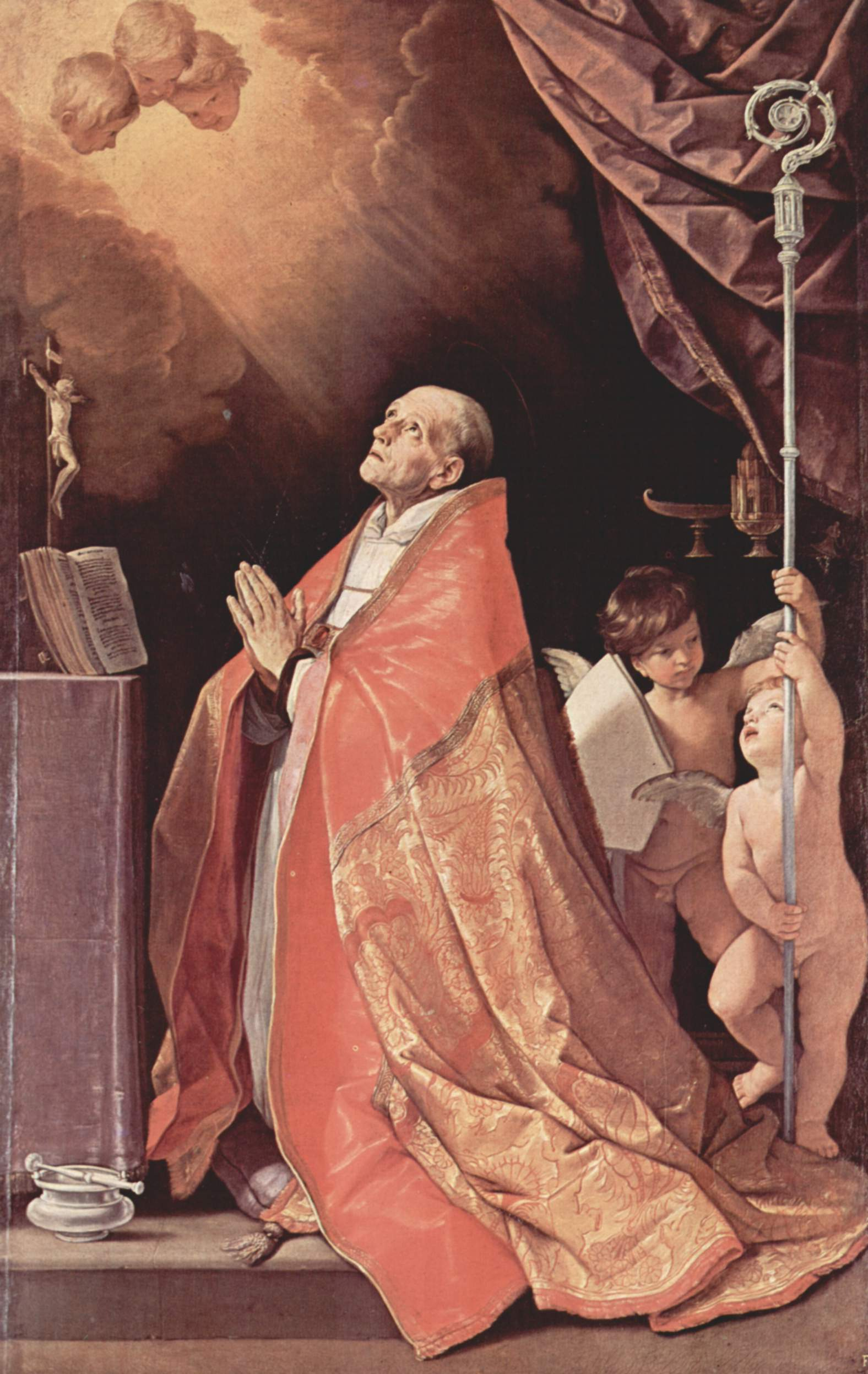
św. Andrzej Corsini

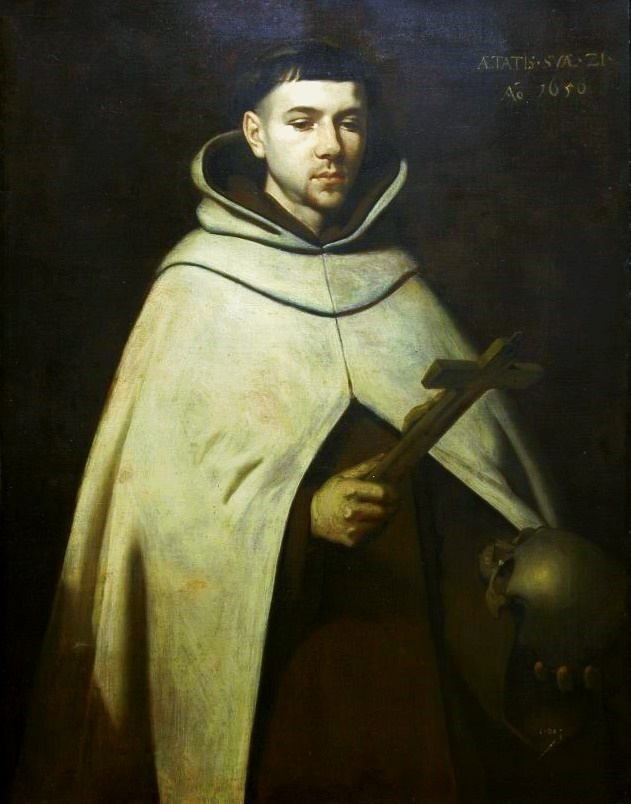
św. Jan od Krzyża

### Przed podziałem

#### Święci
- Anioł Jerozolimski, męczennik (zm. 1220)
- Bertold, generał zakonu (zm. XIII w.)
- Szymon Stock, generał zakonu (zm. 1265)
- Piotr Tomasz z Gaskonii, biskup (zm. 1366)
- Andrzej Corsini, biskup (zm. 1373/74)
- Noniusz Álvares Pereira (zm. 1431)
- Jan od Krzyża, kapłan (zm. 1591)

#### Błogosławieni
- Jan Soreth (zm. 1471)
- Baptysta Spagnoli (zm. 1516)

### Po podziale

#### Karmelici bosi

##### Święci
- Cyriak Eliasz Chavara, kapłan (zm. 1871)
- Rafał Kalinowski, kapłan (zm. 1907)
- Piotr Poveda Castroverde, kapłan i męczennik (zm. 1936)

##### Błogosławieni

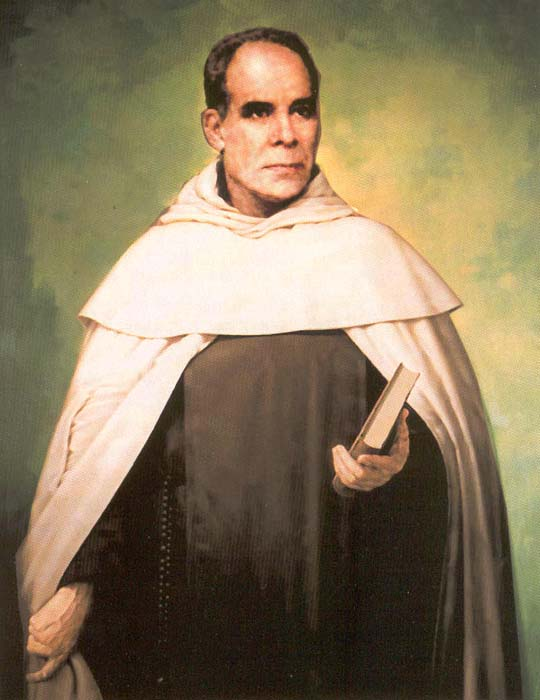
bł. Franciszek od Jezusa, Maryi, Józefa Palau y Quer

- Dionizy od Narodzenia Pańskiego, męczennik (zm. 1638)
- Redempt od Krzyża, męczennik (zm. 1638)
- Jan Chrzciciel Duverneuil, kapłan i męczennik (zm. 1794)
- Michał Ludwik Brulard, kapłan i męczennik (zm. 1794)
- Jakub Gagnot, kapłan i męczennik (zm. 1794)
- Franciszek od Jezusa, Maryi, Józefa Palau y Quer, kapłan (zm. 1872)
- Eufrazjusz od Dzieciątka Jezus, kapłan i męczennik (zm. 1934)
- Alfons od Najświętszego Serca Maryi (Alfonso Arimany Ferrer), prezbiter i męczennik (zm. 1936)
- Alojzy María de la Merced (Luis Minguell Ferrer), prezbiter i męczennik (zm. 1936)
- Antoni María od Jezusa (Antonio Bonet Seró),
- Daniel od Męki Pańskiej, brat zakonny i męczennik (zm. 1936)
- Edward od Dzieciątka Jezus (Ricardo Farré Masip), prezbiter i męczennik (zm. 1936)
- Elizeusz od Jezusa Ukrzyżowanego, brat zakonny i męczennik (zm. 1936)
- Euzebiusz od Dzieciątka Jezus, prezbiter i męczennik (zm. 1936)
- Feliks od Dziewicy Karmelu, brat zakonny i męczennik (zm. 1936)
- Gabriel od Zwiastowania (Jaime Balcells Grau), prezbiter i męczennik (zm. 1936)
- Hermiliusz od św. Elizeusza, brat zakonny i męczennik (zm. 1936)
- Jakub od św. Teresy (Jaime Gascón Bordás), prezbiter i męczennik (zm. 1936)
- Jan Józef od Jezusa Ukrzyżowanego (Juan Páfila Montlleó), brat zakonny i męczennik (zm. 1936)
- Jerzy od św. Józefa (Antonio Bosch Verdura), prezbiter i męczennik (zm. 1936)
- Joachím od św. Józefa (José Casas Juliá), brat zakonny i męczennik (zm. 1936)
- Józef Augustyn od Najświętszego Sakramentu, brat zakonny i męczennik (zm. 1936)
- Józef Marian od Aniołów (Mariano Alarcón Ruiz), prezbiter i męczennik (zm. 1936)
- Józef od Matki Bożej Bolesnej, brat zakonny i męczennik (zm. 1936)
- Klemens od Najświętszych Serc, brat zakonny i męczennik (zm. 1936)
- Konstanty od św. Józefa, brat zakonny i męczennik (zm. 1936)
- Łukasz od św. Józefa (José Tristany Pujol), prezbiter i męczennik (zm. 1936)
- Marceli od św. Anny (José María Masip Tamarit), męczennik (zm. 1936)
- Melchior od Dzieciątka Jezus, brat zakonny i męczennik (zm. 1936)
- Nazariusz od Najświętszego Serca, prezbiter i męczennik (zm. 1936)
- Perfekt od Dziewicy Karmelu, brat zakonny i męczennik (zm. 1936)
- Piotr Józef od Najświętszych Serc, prezbiter i męczennik (zm. 1936)
- Piotr Tomasz od Matki Bożej na Filarze (Pedro de Alcántara Fortón y de Cascajares), prezbiter i męczennik (zm. 1936)
- Placyd od Dzieciątka Jezus, brat zakonny i męczennik (zm. 1936)
- Rajmund od Dziewicy Karmelu, prezbiter i męczennik (zm. 1936)
- Romuald od św. Katarzyny (José Guillamí Rodó), prezbiter i męczennik (zm. 1936)
- Tyrs od Jezusa i Maryi, prezbiter i męczennik (zm. 1936)
- Alfons Mazurek, prezbiter i męczennik (zm. 1944)
- Maria Eugeniusz od Dzieciątka Jezus Grialou, prezbiter (zm. 1967)

#### Karmelici trzewiczkowi

##### Błogosławieni
- Anioł Paoli, kapłan (zm. 1720)
- Anioł Maria Sanchez Rodriguez, męczennik (zm. 1936)
- Tytus Brandsma, kapłan i męczennik (zm. 1942)
- Hilary Januszewski, kapłan i męczennik (zm. 1945)

## Karmelitanki

### Przed reformą św. Teresy

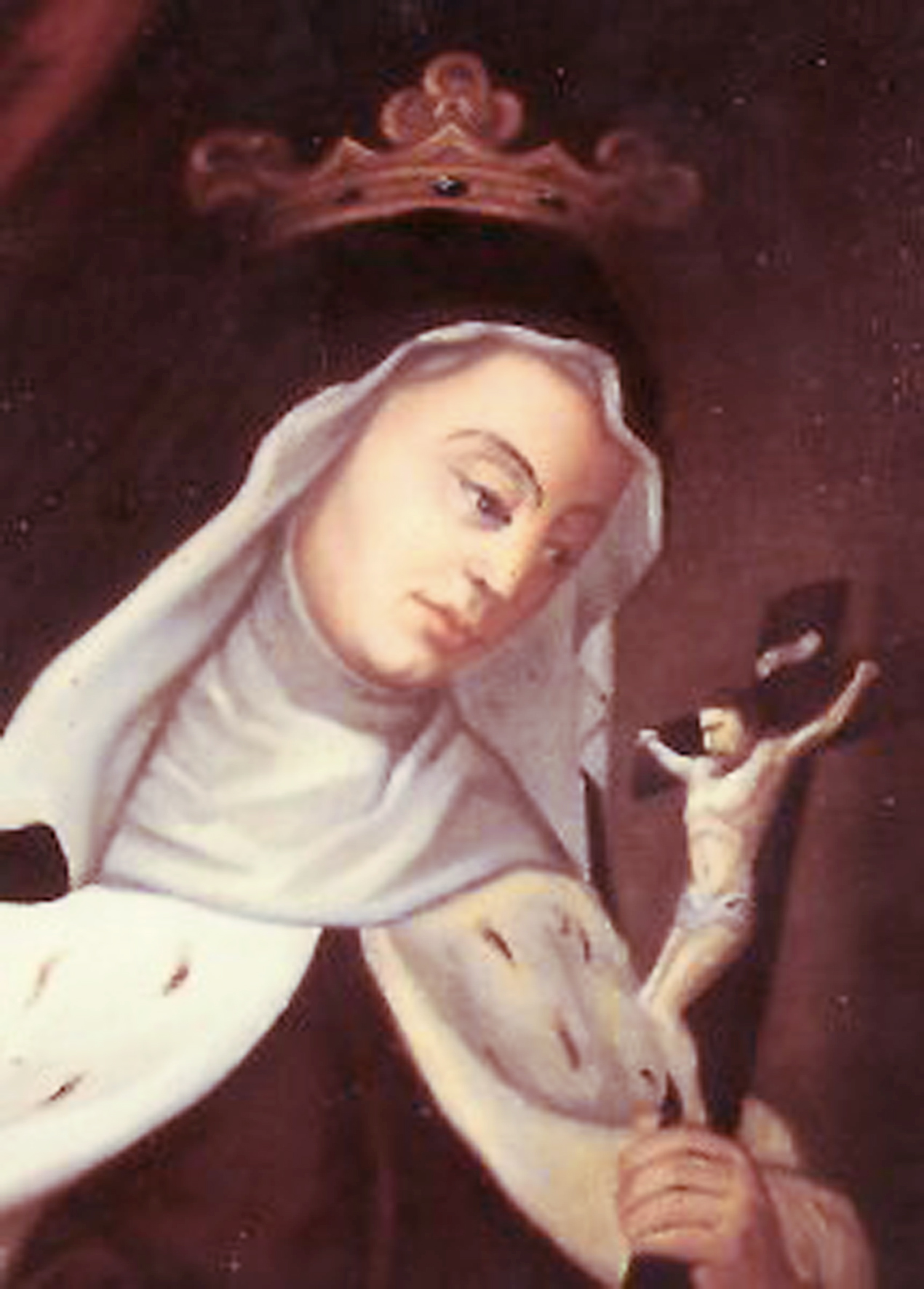
bł. Franciszka d’Amboise

#### Błogosławione

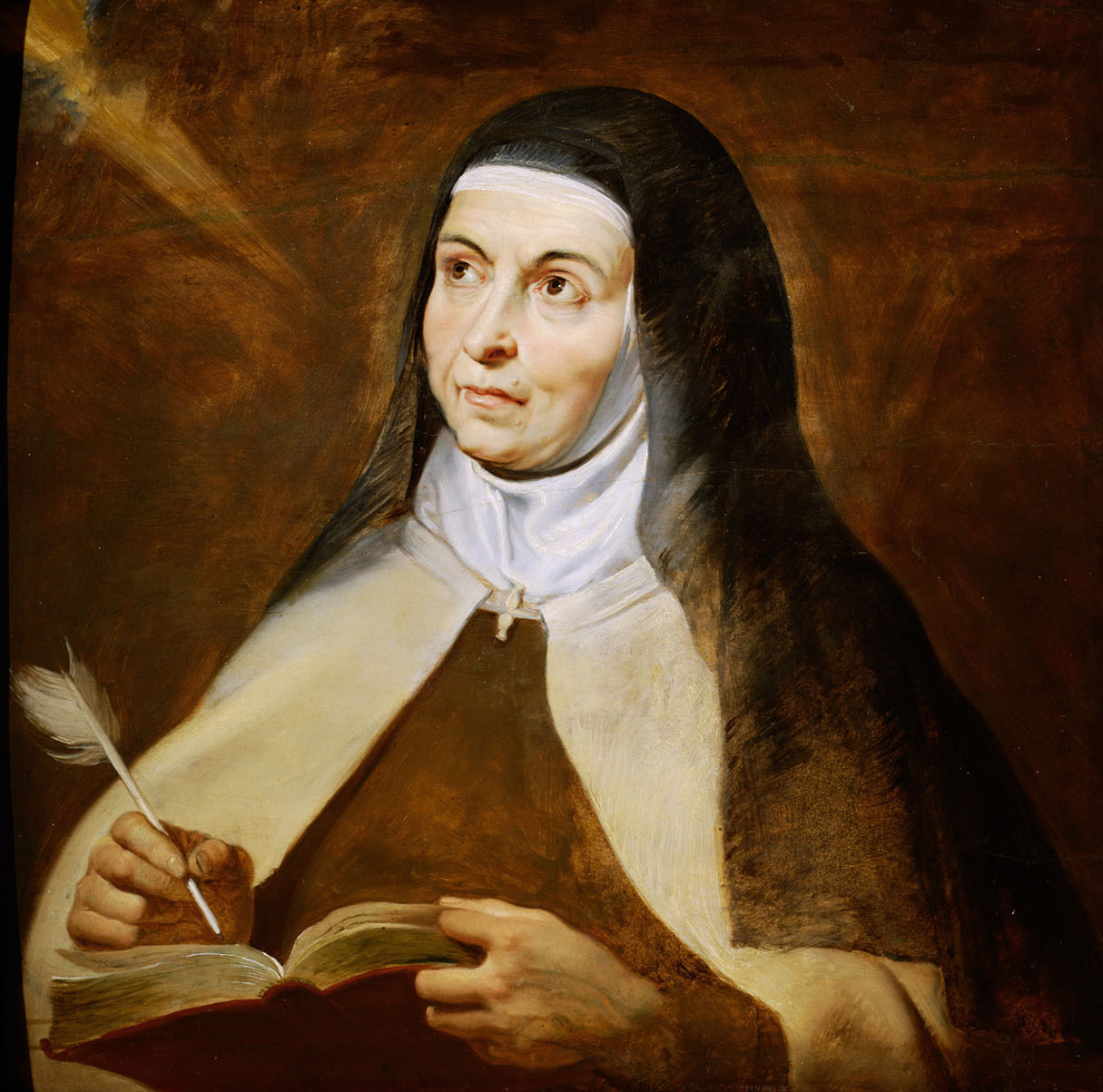
św. Teresa z Ávili

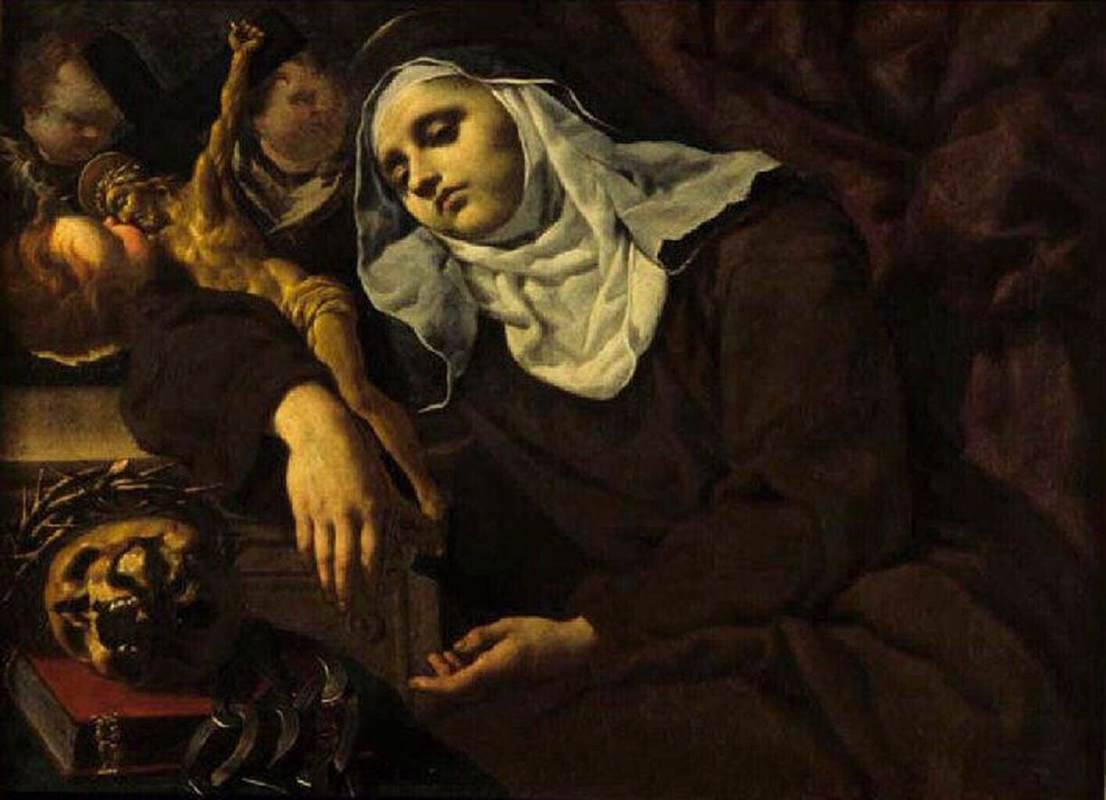
św. Maria Magdalena de' Pazzi

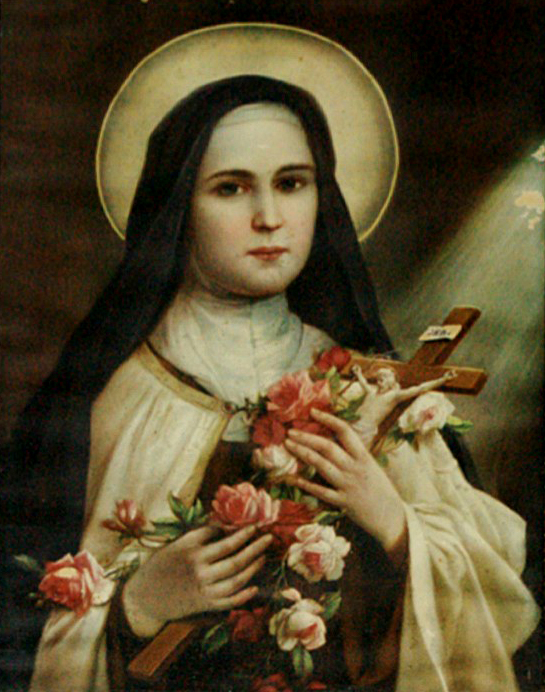
św. Teresa z Lisieux

- Franciszka d’Amboise (zm. 1485)
- Joanna Scopelli (zm. 1491)
- Archaniela Girlani (zm. 1494)

### Karmelitanki bose

#### Święte
- Teresa z Ávili (zm. 1582)
- Maria Magdalena de’ Pazzi (zm. 1607)
- Teresa Małgorzata od Serca Jezusowego Redi (zm. 1770)
- Maria od Jezusa Ukrzyżowanego Baouardy (zm. 1878)
- Teresa z Lisieux (zm. 1897)
- Elżbieta od Trójcy Przenajświętszej (zm. 1906)
- Teresa od Jezusa z Andów (zm. 1920)
- Teresa Benedykta od Krzyża, męczennica (zm. 1942)
- Maria Maravillas od Jezusa (zm. 1974)

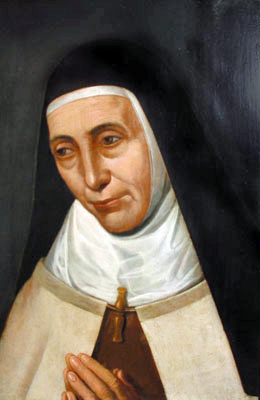
bł. Anna od św. Bartłomieja

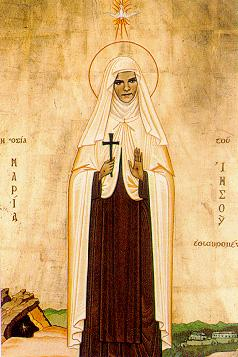
św. Maria od Jezusa Ukrzyżowanego Baouardy

#### Błogosławione
- Maria od Wcielenia (zm. 1618)
- Anna od św. Bartłomieja (zm. 1626)
- Maria od Jezusa López de Rivas (zm. 1640)
- Maria od Aniołów (zm. 1717)
- Anna Maria od Jezusa Ukrzyżowanego, męczennica (zm. 1794)
- Eufrazja od Niepokalanego Poczęcia, męczennica (zm. 1794)
- Henryka od Jezusa, męczennica (zm. 1794)
- Julia Ludwika od Jezusa, męczennica (zm. 1794)
- Karolina od Zmartwychwstania, męczennica (zm. 1794)
- Katarzyna Soiron, męczennica (zm. 1794)
- Konstancja Meunier, męczennica (zm. 1794)
- Maria Henryka od Opatrzności Bożej, męczennica (zm. 1794)
- Maria od Ducha Świętego, męczennica (zm. 1794)
- siostra od św. Franciszka Ksawerego, męczennica (zm. 1794)
- siostra od św. Ludwika, męczennica (zm. 1794)
- siostra od św. Marty, męczennica (zm. 1794)
- Teresa od Serca Marii, męczennica (zm. 1794)
- Teresa od św. Augustyna, męczennica (zm. 1794)
- Teresa od św. Ignacego, męczennica (zm. 1794)
- Teresa Soiron, męczennica (zm. 1794)
- Eliasza od św. Klemensa Fracasso (zm. 1927)
- Maria Angeles od św. Józefa Valtierra Tordesillas, męczennica (zm. 1936)
- Maria Sagrario od św. Alojzego Gonzagi, męczennica (zm. 1936)
- Maria Pilar od św. Franciszka Borgiasza Martínez Garcia, męczennica (zm. 1936)
- Teresa od Dzieciątka Jezus i św. Jana od Krzyża, męczennica (zm. 1936)
- Maria Józefina od Jezusa Ukrzyżowanego (zm. 1948)
- Maria Kandyda od Eucharystii (zm. 1949)
- María Guggiari Echeverría (zm. 1959)

### Inne zgromadzenia o duchowości karmelitańskiej

#### Karmelitanki miłosierdzia

##### Święte
- Joachima De Vedruna (zm. 1854)

##### Błogosławione
- Agata od NMP Patronki Cnót Hernández Amorós, męczennica (zm. 1936)
- Antonina od św. Tymoteusza Gosens Saez de Ibarra, męczennica (zm. 1936)
- Ascensja od św. Józefa Kalasantego Lloret Marco, męczennica (zm. 1936)
- Concepción od św. Magdaleny Rodríguez Fernández, męczennica (zm. 1936)
- Daria od św. Zofii Campillo Paniagua, męczennica (zm. 1936)
- Elwira od Narodzenia NMP Torrentallé Paraire, męczennica (zm. 1936)
- Erundina od Matki Boskiej Szkaplerznej Colino Vega, męczennica (zm. 1936)
- Felicjana od Matki Boskiej z góry Karmel de Uribe Orbe, męczennica (zm. 1936)
- Franciszka od św. Teresy de Amezúa Ibaibarriaga, męczennica (zm. 1936)
- Justa od NMP Niepokalanej Maiza Goicoechea, męczennica (zm. 1936)
- Kandyda od NMP Anielskiej Cayuso González, męczennica (zm. 1936)
- Klara od NMP Naszej Nadziei Ezcurra Urrutia, męczennica (zm. 1936)
- Maria Calaf Miracle de Nuestra Señora de la Providencia, męczennica (zm. 1936)
- Maria Concepción od św. Ignacego Odriozola Zabalia, męczennica (zm. 1936)
- Maria Consuelo od Najświętszego Sakramentu Cuñado González, męczennica (zm. 1936)
- Maria Desamparados od Najświętszego Sakramentu Giner Líster, męczennica (zm. 1936)
- Maria Dolores od św. Franciszka Ksawerego Vidal Cervera, męczennica (zm. 1936)
- Maria de las Nieves od Trójcy Przenajświętszej Crespo López, męczennica (zm. 1936)
- Maria de la Purificación od św. Józefa Ximénez Ximénez, męczennica (zm. 1936)
- Maria Józefa od św. Zofii del Río Messa męczennica (zm. 1936)
- Niceta od św. Prudencjusza Plaja Xifra, męczennica (zm. 1936)
- Paula od św. Anastazji Isla Alonso, męczennica (zm. 1936)
- Róża od Matki Bożej Dobrej Rady Pedret Rull, męczennica (zm. 1936)
- Teresa od Matki Boskiego Pasterza Chambó y Palés, męczennica (zm. 1936)

#### Karmelitanki misjonarki

##### Błogosławione
- Apolonia Lizarraga od Najświętszego Sakramentu, męczennica (zm. 1936)
- Daniela od św. Barnaby, męczennica (zm. 1936)
- Gabriela od św. Jana od Krzyża, męczennica (zm. 1936)
- Maria Refugia od św. Anioła, męczennica (zm. 1936)
- Sperancja od Krzyża, męczennica (zm. 1936)

#### Karmelitanki Misjonarki św. Teresy od Dzieciątka Jezus

##### Błogosławione
- Maria od Ukrzyżowania Curcio (zm. 1957)

#### Karmelitanki Boskiego Serca Jezusa

bł. Maria Teresa od św. Józefa

##### Błogosławione
- Maria Teresa od św. Józefa (zm. 1938)

#### Karmelitanki św. Teresy

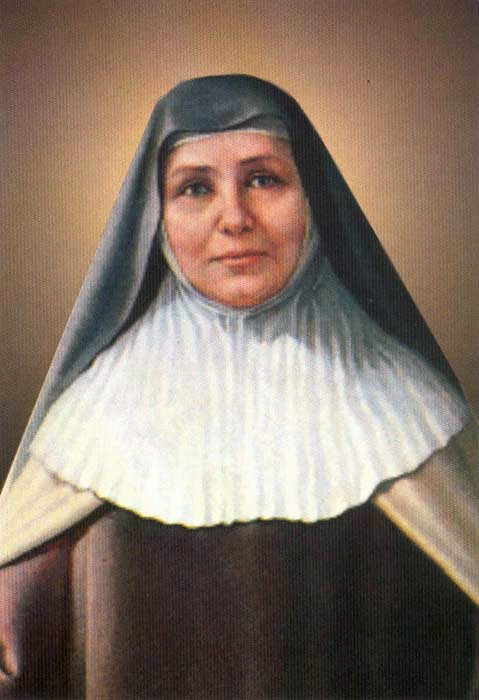
bł. Teresa Maria Manetti

##### Błogosławione
- Teresa Maria Manetti (zm. 1910)

#### Karmelitanki Wenezuelskie

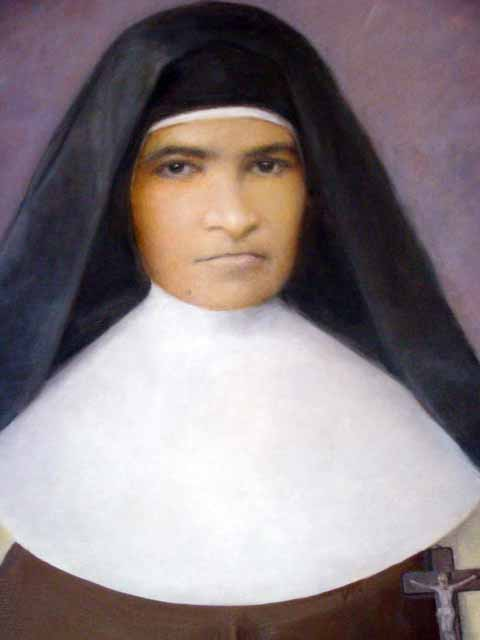
bł. Kandelaria od św. Józefa

##### Błogosławione
- Kandelaria od św. Józefa (zm. 1940)

#### Zgromadzenie Sióstr Matki Karmelu

##### Błogosławione
- Eufrazja od Najświętszego Serca Jezusa (zm. 1952)

#### Instytut Sióstr Matki Bożej z Góry Karmel

##### Błogosławione
- Maria Teresa Scrilli (zm. 1889)

## III zakon

### Tercjarki

#### Błogosławione
- Józefa Naval Girbès (zm. 1893)

### Tercjarze

#### Święci
- Jerzy Preca, kapłan (zm. 1962)

#### Błogosławieni
- Jerzy Häfner, kapłan i męczennik (zm. 1942)